# Lonely Boy
Lonely Boy —en español: «Chico Solitario»— es una canción de la banda estadounidense de rock The Black Keys. Es la canción de apertura de su álbum de estudio de 2011 de El Camino y fue lanzado como primer sencillo del disco el 26 de octubre de 2011. La canción es también la cara A de una promoción de un televisor led de 12 pulgadas que fue lanzado en conmemoración del Record Store Day "Back to Black" evento del viernes. 
Ganador al premio Grammy de mejor canción de Rock, en el año 2012.

## Composición
"Lonely Boy" tiene una duración de 3:13. La música y las letras fueron escritas por Dan Auerbach y Patrick Carney en la tonalidad de mi menor, sólo tres acordes se utilizan en toda la canción. La canción se encuentra en el tipo de compás del tiempo común con un ritmo de 171 latidos por minuto. Según Auerbach, el riff de guitarra inspirado en la versión de Johnny Burnette de "Train Kept A-Rollin'". La línea de guitarra cuenta con una bomba de buceo aunque Dan Auerbach utiliza un pedal de Boss Super Shifter para lograr el efecto.

## Apariciones en los medios populares
La canción ha sido utilizada para el evento UFC on Fox: Velasquez vs. Dos Santos, en los episodios de Workaholics, Eastbound & Down, y Hawaii Five-0, la banda sonora del videojuego Need for Speed: The Run y Forza Horizon, en el primer episodio de 24/7 Flyers/Rangers: Road to the NHL Winter Classic. También fue utilizado en un paquete de luces antes del partido Italia vs Inglaterra en Torneo de las Seis Naciones 2012. También fue utilizado para paquetes de momentos estelares de Drew Brees y Alex Smith en la previa al partido antes de un partido de la NFL Divisional Playoff 2011 entre los Brees de New Orleans Saints y Smith de San Francisco 49ers.
Desde el punto medio de Temporada 2011-12 de la NHL, ha sido la canción meta para el Buffalo Sabres y Edmonton Oilers.
La canción fue utilizada en un comercial de 2012 para la puesta en lanzamiento del canal A&E en Australia.
La canción también fue utilizada en el duodécimo episodio de la temporada 3, "The Ties That Bind" en The Vampire Diaries.
Durante la mayor parte de Temporada 2011-12 de la NHL, ha sido la canción que se reproduce durante la salida a pista de los New York Rangers antes de los partidos en casa.
Se utiliza en la secuencia de apertura para el episodio 1 del programa de televisión de Australia Underbelly: Badness.
Fue más escuchado recientemente en el tráiler de la comedia zombi del 2013 Warm Bodies.
Ellen DeGeneres baila esta canción con su audiencia como el baile de apertura en un episodio de The Ellen DeGeneres Show, en el otoño de 2012.
Lee Jeans usa esta canción en sus anuncios publicitarios en 2012.
En Chile, la canción fue usada en el tema de intro y promo de Sin Dios ni late de Zona Latina y la promo de El club de la comedia de Chilevisión.

## Lista de canciones
Todas las canciones escritas y compuestas por Dan Auerbach, Patrick Carney y Brian Burton. 
| N.º | Título           | Duración |  |
| 1.  | «Lonely Boy»     | 3:13     |  |
| 2.  | «Run Right Back» | 3:17     |  |

## Posicionamiento en listas
| Listas (2011)                                    | Mejor posición |
| ------------------------------------------------ | -------------- |
| Bélgica (Flandes) (Ultratop 50)                  | 13             |
| Bélgica (Valonia) (Ultratip Bubbling Under)      | 4              |
| Canadá (Canadian Hot 100)                        | 33             |
| Canadá Alternative Rock (America's Music Charts) | 1              |
| Croatia (Airplay Radio Chart)                    | 1              |
| Países Bajos (Mega Single Top 100)               | 80             |
| US Billboard Hot 100                             | 64             |
| US Alternative Songs (Billboard)                 | 1              |
| US Rock Songs (Billboard)                        | 1              |
| UK Singles (The Official Charts Company)         | 80             |
| Listas (2012)                                    | Mejor posición |
| Australia (ARIA)                                 | 2              |
| Canadá Active Rock (America's Music Charts)      | 1              |
| Francia (SNEP)                                   | 33             |
| Irlanda (IRMA)                                   | 44             |
| Nueva Zelanda (Recorded Music NZ)                | 7              |